# Grumman HU-16 Albatross
Грумман HU-16 «Альбатрос» (англ. Grumman HU-16 Albatross) — большой двухмоторный самолёт-амфибия (летающая лодка). Оригинальное название SA-16 было изменено на HU-16 в 1962 году.

## Боевое применение

### Корейская война
Всего в ходе войны было безвозвратно утеряно (в том числе списано) 3 самолёта.

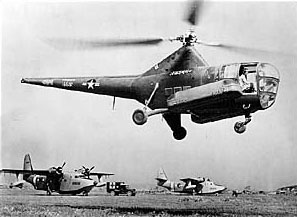
Два SA-16 в составе 3-й спасательной эскадрильи ВВС США на фоне вертолёта Sikorsky H-5.

## Разработка
Модернизированная версия Grumman Mallard, получившая название «Альбатрос», была разработана для приводнения в открытом океане для спасения сбитых или потерпевших аварию пилотов. Днище самолёта имеет V-образную форму и достаточную длину для посадки на воду. «Альбатрос» был разработан для посадки на волны высотой до 1,2 м, но может садиться и в более сложных условиях. Для взлёта при 3-метровых или больших волнах ему требуются реактивные ускорители.
Поскольку самолёт имеет вес 5,6 т, пилоты зарегистрированных в США «Альбатросов» должны иметь специальное разрешение. Курсы подготовки можно пройти в Боулдер-Сити, штат Невада.

## История использования
Большая часть «Альбатросов» использовалась в ВВС США, в основном Воздушной службой спасения. SA-16 активно использовались во время войны в Корее для спасения пилотов, где зарекомендовал себя надёжным и пригодным для посадки на море в сложных погодных условиях. Позже, модификация самолёта HU-16B с длинным крылом широко использовалась ВВС США в ходе Вьетнамской войны.

## Культура
HU-16D (б/н N20861) участвовал в съёмках фильма «Тёмный рыцарь».
В первой части трилогии "Неудержимые" HU-16 играл роль самолёта команды главных героев.

## Страны, где эксплуатировался самолёт

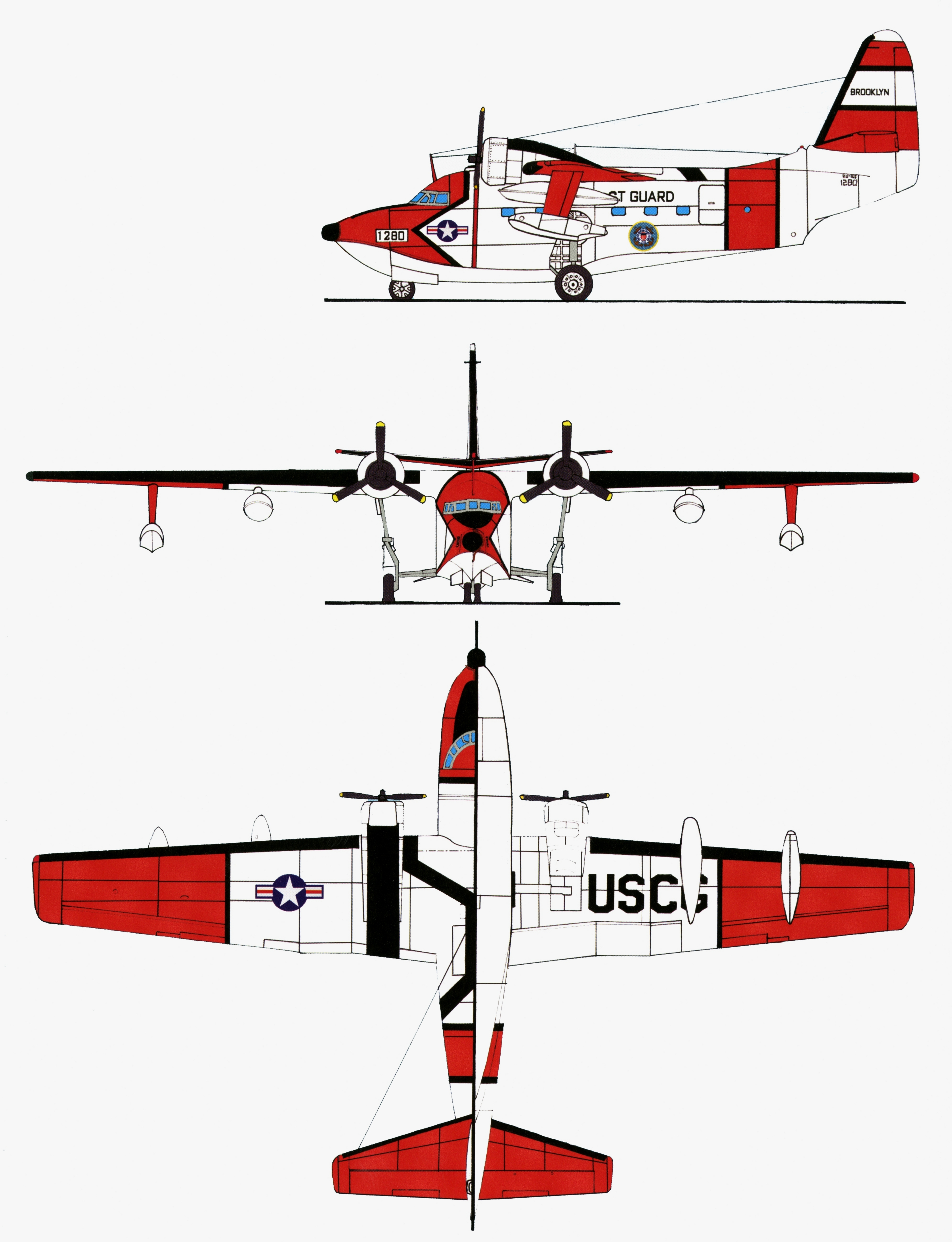
Grumman HU-16E

Аргентина
 Бразилия
 Канада
 Чили
 Китайская Республика
 Колумбия
 Германия
 Греция
 Исландия
 Индонезия
 Италия
 Япония
 Малайзия
 Мексика
 Норвегия
 Пакистан
 Перу
 Филиппины
- Филиппинские ВВС

 Португалия
 Испания
 Таиланд
- Королевский Тайский флот

 США
- ВВС США
- Береговая охрана США
- ВМС США

 Венесуэла